# حافة النهر (فلم)
حافة النهر (بالإنجليزية: River's Edge) هو فيلم جريمة ودراما أمريكي من إنتاج عام 1986، من إخراج تيم هنتر وتأليف نيل خيمينيز وبطولة كريسبين غلوفير وكيانو ريفز وآيوني سكاي.
كان العرض الأول للفيلم في مهرجان تورونتو السينمائي الدولي عام 1986 وحاز الفيلم على جائزة الروح المستقلة كافضل تصوير سينمائي، وعرض فيما بعد في دور السينما وحقق ايرادات بلغت نحو: $4,600,000
يستند الفيلم في أحداثه إلى جريمة وقعت في عام 1981 عندما قام المراهق أنتوني جاك بروسارد باغتصاب وقتل صديقته مارسي رينيه كونرادت.

## طاقم التمثيل
- كريسبين غلوفير في دور لين
- كيانو ريفز في دور مات
- آيوني سكاي في دور كلاريسا
- دانيال روباك في دور سامسون
- دينيس هوبر في دور فاك
- جوشوا ميلر في دور تيم
- روكسانا زال في دور ماجي
- جوش ريشمان بدور توني
- فيليب بروك في دور مايك
- توم باور في دور بينيت
- كونستانس فورسند في دور مادلين
- ليو روسي في دور جيم
- جيم أرنولد في دور السيد بوركيويت
- ريتشارد ريتشريك في دور كيفن
- داني ديتس في دور جيمي
- ليسلي آن وارن في دور توم
- تايلور نغرون

## وصلات خارجية
- مقالات تستعمل روابط فنية بلا صلة مع ويكي بيانات